# Салимов, Тимур Мурсалимович
Тимур Мурсалимович Салимов (1975, Махачкала, Дагестанская АССР, РСФСР, СССР) — российский спортсмен, специализируется по карате кумите, чемпион и обладатель Кубка России. Мастер спорта России международного класса.

## Спортивная карьера
Спортивную карьеру начал в 1989 году в Махачкале под руководством тренера Омара Муртазалиева. Дважды становился чемпионом России и дважды являлся обладателем Кубка России. Первенствовал на чемпионате Европы среди молодёжи.

## Результаты на международных соревнованиях
- Чемпионат России по карате 1992 — ;
- Чемпионат России по карате 1995 — ;
- Чемпионат Европы среди молодёжи 1996 — ;
- Кубок России по карате 1996 — ;
- Кубок России по карате 1997 — ;

## Личная жизнь
В 1992 году окончил школу № 11 в Махачкале. В 2001 году окончил Дагестанский государственный университет.